# Список правителей Кастилии

Герб Кастилии

Ниже приведён список правителей Кастилии в хронологической последовательности, с момента образования графства Кастильского и до падения династии испанских Габсбургов.
Первоначально Кастилия была восточной маркой Астурии и поэтому, нумерация кастильских монархов продолжает нумерацию астурийских. В XIII веке произошло окончательное объединение Кастилии с Леоном, в результате которого образовалось королевство Кастилии и Леона. Брак королевы Изабеллы I и Фернандо II Арагонского в 1469 году положил начало объединению Испании.

## Легендарные графы
Графы, по всей видимости, никогда не существовавшие, но упоминавшиеся в средневековых документах, фальсифицированных или неправильно переведённых.
- Родриго Фролас (исп. Rodrigo Frolaz) — 762—800
- Диего Родригес Порселос (исп. Diego Rodríguez)
- Уррака Отцовская (исп. Urraca Paterna)

## Выборноеграфство Кастилия
- Родриго II (исп. Rodrigo de Castilla) — 850—873. Также правил Алавой — (868—870)
- Диего Родригес Порселос (исп. Diego Rodríguez "Porcelos") — 873—885.

## Выборное графствоАлава
- Родриго (исп. Rodrigo de Castilla) — 868—870.
- Вела Хименес (исп. Vela Jiménez) — 870—883
- Муньо Велас (исп. Munio Velaz) — 883—921
- Альваро Эррамелис (исп. Álvaro Herrameliz) — 921—931

## Различные кастильские графства
До 932 года на территории Кастилии существовало несколько различных графств:

### ГрафствоБургос
- Гонсало Фернандес (исп. Gonzalo Fernández) — 899—915, сеньор Лары де лос Инфантес

С этого момента графы Кастильские также называются графами Бургосскими.

### ГрафствоЛантарониСересо
- Гонсало Тельес (исп. Gonzalo Téllez) — 897—913.
- Фернандо Диас (исп. Fernando Díaz) — 913—921.
- Альваро Эррамелис (исп. Álvaro Herrameliz) — 921—931, также граф Алавы.

### Графство Кастилия
- Муньо Нуньес (исп. Munio Núñez) — 899—901, сеньор Амайи (исп. Amaya) и Кастрохериса (исп. Castrogeriz).
- Гонсало Тельес — 901—904, граф Лантарон и Сересо.
- Муньо Нуньес — (2-й раз) 904—909.
- Гонсало Фернандес — 909—915, сеньор Лары и граф Бургоса.
- Фернандо Ансурес (исп. Fernando Ansúrez) — 915—920.
- Нуньо Фернандес (исп. Nuño Fernández) — 920—926.
- Фернандо Ансурес — (2-й раз) 926—929
- Гутьер Нуньес (исп. Gutier Núñez) — 929—931, граф Бургоса.

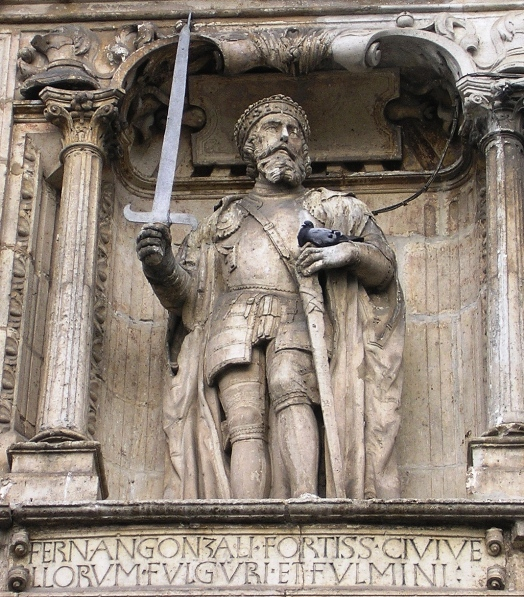
Скульптурное изображение Фернана Гонсалеса, Бургос

## Наследное графство Кастилия

### Династия Лара
Семье Лара удалось объединить графства Бургос, Кастилия, Лантарон и Сересо, а также графство Алава.
- Фернан Гонсалес (исп. Fernán González) — (1-й раз) 931—944. Граф де Лара с 929 года.

### ДинастияАнсурес, графыМонсон
- Ансур Фернандес (исп. Ansur Fernández) — (избранный) — 944—945.

### Династия Лара

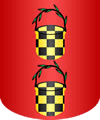
Герб династии Лара

- Фернан Гонсалес — (2-й раз) 945—970.
- Гарсия Фернандес Белорукий (исп. García I Fernández el de las Manos Blancas) — 970—995.
- Санчо Гарсия Доброправный (исп. Sancho García el de los Buenos Fueros) — 995—1017.
- Гарсия Санчес (исп. García II Sánchez el Infante) — 1017—1029.
- Муниядона Кастильская (исп. Muniadona de Castilla) — 1029—1035, жена Санчо III Наваррского

## Королевство Кастилия

### Наваррская династия илидинастия Хименес
- Фернандо I Великий (исп. Fernando I de Castilla el Grande) — 1010—1065. Король Леона с 1037 года
- Санчо II Сильный (исп. Sancho II de Castilla el Fuerte) — 1065—1072. Был королём Леона в 1072 году.
- Альфонсо VI Храбрый (исп. Alfonso VI de Castilla el Bravo) — 1072—1109. Король Леона с 1065 года.
- Уррака I (исп. Urraca de León y Castilla) — 1109—1126.

### Бургундская династия

Герб герцогов Бургундии из династии Капетингов

Правители этой династии являются потомками Раймунда Бургундского (исп. Raimundo de Borgoña, фр. Raymond de Bourgogne), мужа Урраки I.
- Альфонсо VII Император (исп. Alfonso VII el Emperador) — 1127—1157. Король Галисии с 1111 года, Леона с 1126.
- Санчо III Желанный (исп. Sancho III el Deseado) — 1157—1158.
- Альфонсо VIII Благородный (исп. Alfonso VIII el Noble) — 1158—1214.
- Энрике I (исп. Enrique I de Castilla) — 1214—1217.
- Беренгария Великая (исп. Berenguela la Grande) 1217. Жена Альфонсо IX Леонского.
- Фернандо III Святой (исп. Fernando III el Santo) — 1217—1252. С 1230 года — король Леона. Канонизирован в 1671 году.

## Корона Кастилии

Герб Кастилии и Леона

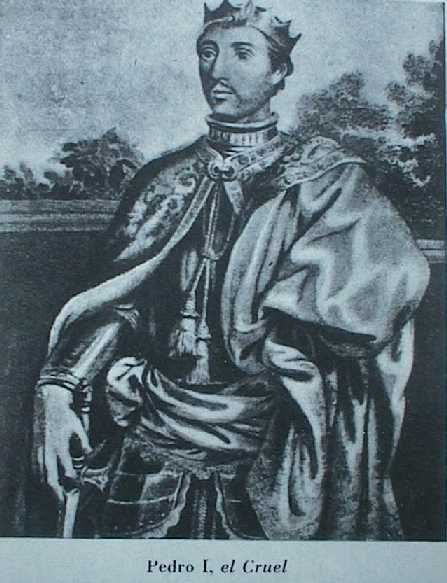
Педро I Кастильский прозванный Педро Жестоким

Кастильской короной называется объединение королевств Кастилии и Леона, которое произошло после их последней и окончательной унии в 1230 году, когда Фернандо III Святой короновался короной Леонского королевства.

### Бургундская династия
- Фернандо III Святой — 1230—1252.
- Альфонсо X Мудрый (исп. Alfonso X el Sabio) — 1252—1284.
- Санчо IV Смелый (исп. Sancho IV el Bravo) — 1284—1295.
- Фернандо IV Обвинённый (исп. Fernando IV el Emplazado) — 1295—1312.
- Альфонсо XI Справедливый (исп. Alfonso XI el Justiciero) — 1312—1350.
- Педро I Жестокий (исп. Pedro I el Cruel) — 1350—1366.

### Династия Трастамара
- Энрике II Братоубийца или Милостивый (исп. Enrique II el Fratricida o el de las Mercedes) — 1366—1367.

### Бургундская династия
- Педро I Жестокий — (2-й раз) 1367—1369.
Констанца — 1369—1394
Хуан — 1371—1372
Екатерина — 1394—1418

### Династия Трастамара
Основателем династии был внебрачный сын Альфонсо XI дон Энрике граф Трастамара, убивший своего единокровного брата Педро Жестокого, за что был прозван Братоубийцей (исп. el Fratricida).
- Энрике II Братоубийца или Милостивый — (2-й раз) 1369—1379.
- Хуан I (исп. Juan I de Castilla) — 1379—1390.
- Энрике III Болезненный (исп. Enrique III el Doliente) — 1390—1406.

- Хуан II (исп. Juan II de Castilla) — 1406—1454.
- Энрике IV Бессильный (исп. Enrique IV el Impotente) — 1454—1474.

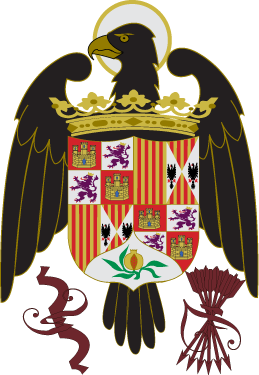
Герб Католических королей

- Хуана Бельтранеха де Трастамара (исп. Juana la Beltraneja) — 1475[a] — 1479 (de jure, королева-соперница Изабеллы Кастильской).
- Изабелла I Католическая (исп. Isabel I la Católica) — 1474—1504.
- Фернандо V Католик (исп. Fernando II el Católico) (муж Изабеллы I, c 1479 года — король Арагона Фердинанд II) — 1475[b] — 1504 (регент в 1507—1516)
- Хуана I Безумная (исп. Juana I la Loca) — 1504—1555 (с 1507 года из-за психического расстройства, вызванного смертью мужа, вместо неё правили регенты).

### Австрийская династия (Габсбурги)
- Филипп I Красивый (исп. Felipe I el Hermoso) — король-консорт в 1504—1506.
- Карл I Император (исп. Carlos I el Emperador) — регент в 1516—1555, король в 1555—1556.
- Филипп II Благоразумный (исп. Felipe II el Prudente) — 1556—1598 (король объединённой Испании).
- Филипп III Благочестивый (исп. Felipe III el Piadoso) — 1598—1621.
- Филипп IV Великий (исп. Felipe IV el Grande) — 1621—1665.
- Карл II Околдованный (исп. Carlos II el Hechizado) — 1665—1700.

## Комментарии
1. ↑  После смерти короля Энрике IV провозгласила себя королевой 30 мая 1475 года.
2. ↑  В соответствии в Сеговийским договором, Фернандо получил власть как король-соправитель Кастилии jure uxoris.